# Edward R. Roybal

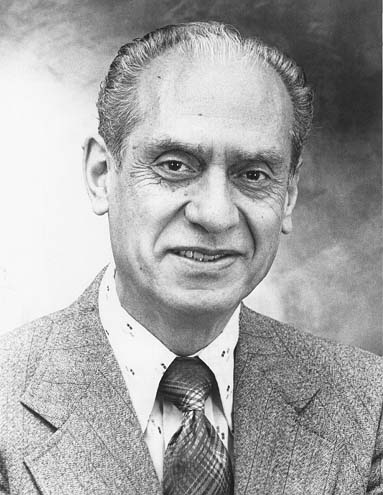
Edward R. Roybal

Edward Ross Roybal (* 10. Februar 1916 in Albuquerque, New Mexico; † 24. Oktober 2005 in Pasadena, Kalifornien) war ein US-amerikanischer Politiker. Er vertrat den Bundesstaat Kalifornien von 1963 bis 1993 im US-Repräsentantenhaus als erster kalifornischer „Hispanic“ im Kongress seit 1879. Dort trat er vor allem für die Rechte der ethnischen Minderheiten in den USA ein.
Edward Roybal wurde in New Mexico geboren und zog 1922 mit seinen Eltern nach Los Angeles, wo er die öffentlichen Schulen besuchte. Seinen Abschluss an der Roosevelt High School in Fresno machte er 1934. Am 1. April des folgenden Jahres schloss er sich dem Civilian Conservation Corps an. Es folgten Studien an der UCLA und der Southwestern University. Am 12. Juni 1941 wurde seine Tochter Lucille in Boyle Heights geboren. Von 1942 bis 1944 war er als Gesundheitspädagoge für die California Tuberculosis Association tätig, ehe er bis 1945 in der US Army diente. Nach seinem Militärdienst fungierte er bis 1949 als Direktor für Gesundheitserziehung bei der Los Angeles County Tuberculosis and Health Association.
Im Jahr 1949 begann dann Roybals politische Laufbahn, als er in den Stadtrat von Los Angeles gewählt wurde, dem er bis 1962 angehörte. Im Juli 1961 war er Präsident pro tempore dieses Gremiums. Außerdem amtierte er von 1958 bis 1968 als Präsident der Eastland Savings & Loan Association. Während dieser Zeit wurde er als Abgeordneter in den Kongress gewählt, wo er nach 14 Wiederwahlen bis zum 3. Januar 1993 verblieb. Auf eine erneute Wiederwahl verzichtete Roybal im Jahr 1992; ihm folgte seine Tochter Lucille, die seitdem ununterbrochen ihr Abgeordnetenmandat ausübt.
2014 wurde er postum mit der Presidential Medal of Freedom ausgezeichnet.